# Fablok 12D
SM15 (polski typ Ls750H oraz 12D) – manewrowa lokomotywa spalinowa produkowana w latach 1963–1966 przez zakłady Fablok w Chrzanowie na podstawie dokumentacji radzieckiej lokomotywy ТГМ3. Odbiorcami lokomotyw były PKP (oznaczenie SM15) oraz zakłady przemysłowe (oznaczenie Ls750H).

## Historia

### Geneza
Na przełomie lat 50. i 60. wprowadzono program motoryzacji PKP. Program ten zakładał całkowite odejście od trakcji parowej poprzez zaniechanie wdrażania nowych typów lokomotyw parowych i stopniową kasację już istniejących. Mimo tego polskie fabryki rozwijały eksport parowozów głównie do ZSRR i ChRL. Pierwsze elektryfikacje (oprócz węzła warszawskiego) był realizowane od 1948 i w latach 50 rozpoczęto eksploatacje elektrowozów na szeroką skalę. Był jednak problem z liniami niezelektryfikowanymi, które wymagały stosowania lokomotyw spalinowych. Przed wojną PKP eksploatowało 50 wagonów motorowych, zbudowanych przez wiele różnych zakładów. Centralne Biuro Konstrukcyjne Przemysłu Taboru Kolejowego zaplanowało zaprojektowanie rodziny silników spalinowych o mocy od 350 do 2000 KM. W roku 1956 powstał prototyp wagonu motorowego napędzany dwoma nieudanymi konstrukcyjnie silnikami S56, które napędzały samochody ciężarowe Żubr A80. Adaptacja nieudanego silnika samochodowego nie powiodła się stąd postanowiono przyspieszyć pracę nad silnikami kolejowymi współpracującymi z przekładnią hydrauliczną. W 1959 została ukończona lokomotywa SM25 wyprodukowana w 3 egzemplarzach.

### TGM3 w ZSRR

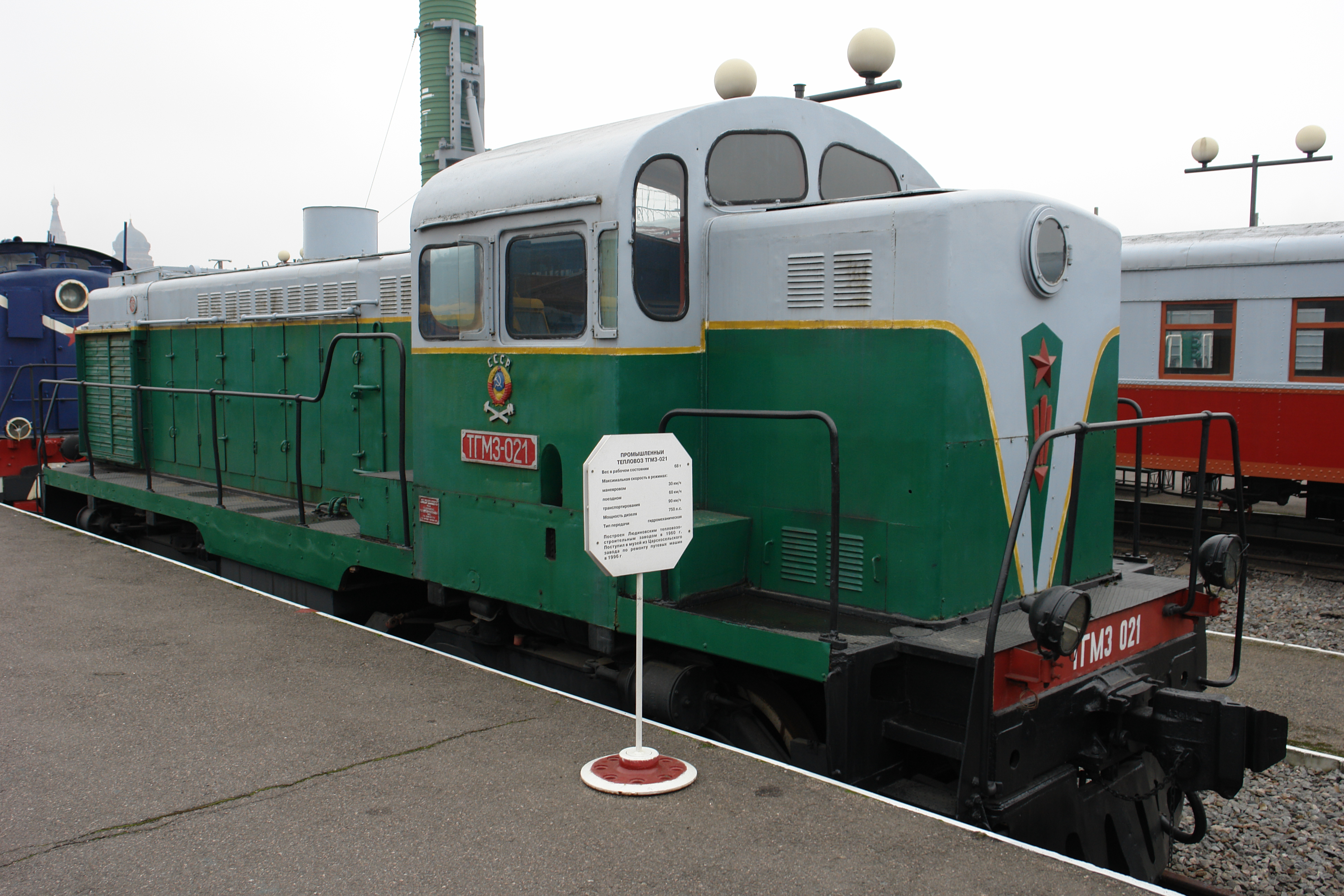
TGM3

W 1959 Ludinowskij Tiepłowozostroitielnyj Zawod zbudował 5 lokomotyw TGM3. W 1961 na skutek wykrytych wad fabrycznych postanowiono dokonać poprawek, z których najbardziej istotną była wymiana przekładni z hydromechanicznej na hydrauliczną. Nowy typ lokomotywy dostał oznaczenie TGM3A. Od 1963 LTZ zaczął produkować typ TGM3B, w której również nieznacznie poprawiono przekładnię. W sumie w latach 1959–1975 zbudowano 3477 lokomotyw tej rodziny. Z czego 2/3 trafiło do radzieckiego przemysłu.

### Produkcja SM15 w Polsce
Produkcja lokomotyw SM15 na licencji radzieckiej miała się rozpocząć na przełomie 1960 i 1961. Jednakże opóźnienie po stronie radzieckiej spowodowało iż dokumentacja była gotowa dopiero w 1962. W 1963 do Polski przyjechały dwie lokomotywy TGM3 i zostały wpisane na stan 9 stycznia tego roku. Lokomotywy te jednak nie spełniały norm polskich stąd konieczne było przeprowadzanie prac adaptacyjnych.
Równolegle do prac adaptacyjnych na dwóch radzieckich lokomotywach rozpoczęto prace adaptacyjne projektu. Pierwszy rozruch na terenie fabryki SM15-03 nastąpił 30 listopada 1963. Pierwsza jazda testowa z drużyną PKP pomiędzy Chrzanowem a Oświęcimiem jeszcze przed końcowym lakierowaniem nastąpiła 8 grudnia 1963, natomiast właściwa próba wraz z obciążeniem 21 grudnia 1963. W tym samym miesiącu zaczęły się również testy lokomotywy SM42. 25 stycznia 1964 lokomotywa została przekazana PKP. 25 lutego po wykonaniu wszystkich testów i odbiorów rozpoczęła się eksploatacja liniowa. Seryjna produkcja miała obejmować pojazdy z przekładnią hydrauliczną jednakże problemy strony radzieckiej w dostarczaniu tych części spowodowały, iż w 20 lokomotywach, których produkcja zaczęła się w 1964 zamontowano przekładnię hydromechaniczną. W 1966 problemy z częściami zostały rozwiązane. W związku z problemami w produkcji części do lokomotyw SM42 w 1965, z 18 zaplanowanych ukończono tylko 3 lokomotywy tej serii. Dostawy SM15 zaspokajały potrzeby na lokomotywy manewrowe.
W sumie w latach 1963–1966 w Fabloku wyprodukowano 55 lokomotyw SM15 (z czego 25 pracowało w PKP), dodatkowo 2 zostały sprowadzone z ZSRR. W 1967 ruszyła seryjna produkcja SM42, która wyparła produkcję i import pozostałych konstrukcji.

### Eksploatacja w PKP

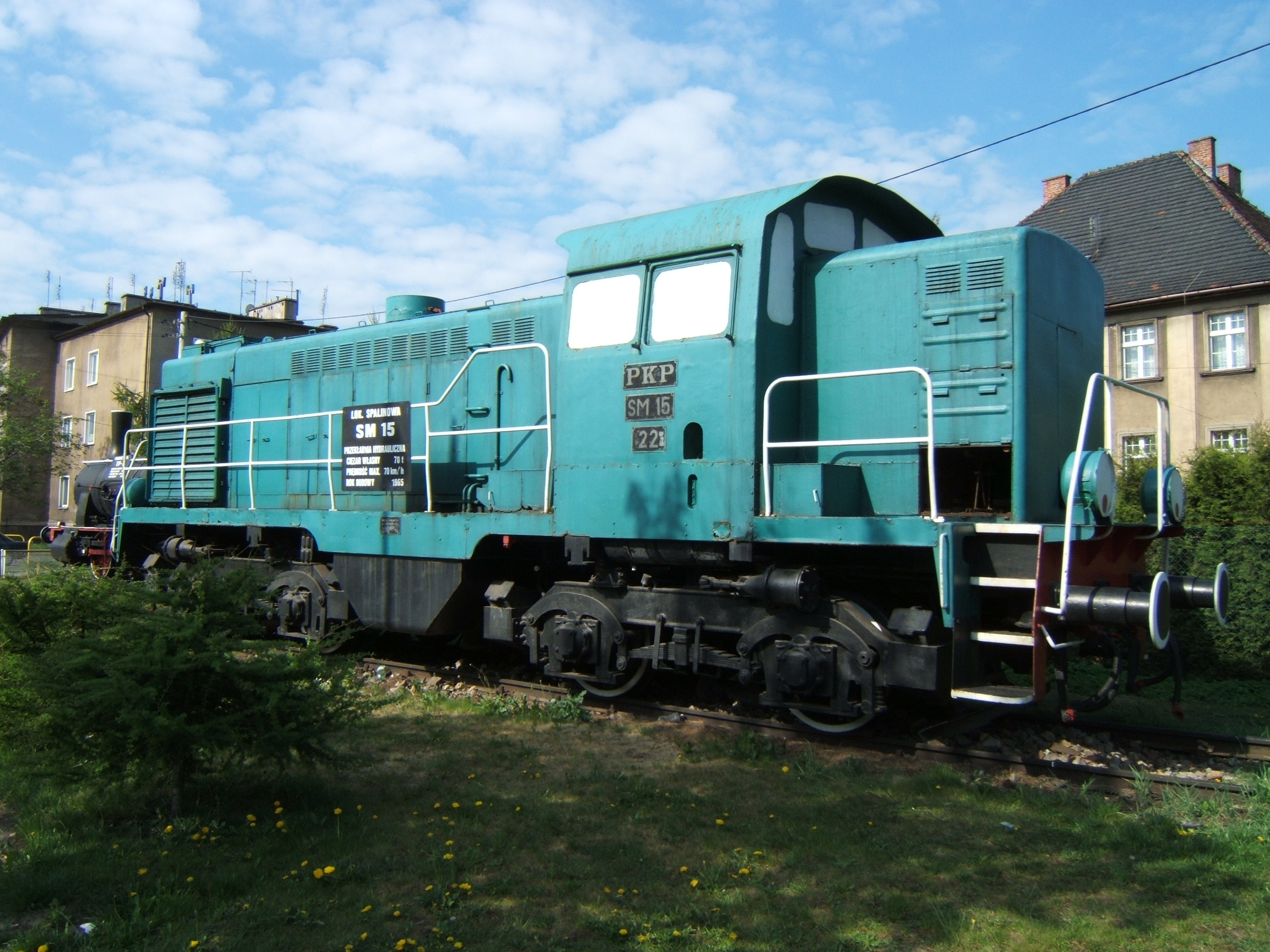
SM15-22 w Tarnowskich Górach

Wszystkie lokomotywy serii SM15 pracujące w PKP obsługiwały węzeł krakowski. Dwie radzieckie lokomotywy próbne wprawdzie na początku odbywały testy w Szczecinie to od razu zostały przydzielone do lokomotywowni w Krakowie. SM15 pracowały początkowo przy obsłudze manewrowej pociągów na stacjach Kraków Główny i Kraków Płaszów. Lokomotywa, która została wyposażona w silnik V12CD19 została 10 listopada 1964 przekazana na testy do Warszawy. Oprócz lokomotywy SM15-06 wyposażonej w polski silnik spalinowy, został on zamontowany jeszcze w dwóch innych egzemplarzach, m.in. w SM15-20. W sumie PKP posiadały trzy sztuki lokomotyw SM15 z polskim silnikiem spalinowym. Problemy z awaryjnością lokomotyw spowodowały, iż wszystkie SM15 zostały przydzielone do lokomotywowni Kraków Płaszów, gdyż była to najbliższa lokomotywownia od Chrzanowa. W 1968 dwukrotnie zwiększył się ilostan sprowadzonych z Węgier lokomotyw SM41 oraz zaczęły pojawiać się lokomotywy SM42, stąd już w latach 60. 11 sztuk SM15 zostało przekazanych do przemysłu. 1 stycznia 1975 na inwentarzu PKP było tylko 10 lokomotyw tej serii, natomiast w 1977 po zaledwie 11 latach od zakończenia produkcji PKP zakończyło ich eksploatację.
Przyczyną tak krótkiej eksploatacji (SM15-17 podczas odstawienia miała przebieg 259825 km) były słabe właściwości trakcyjne (prędkość 55 km/h była osiągana tylko podczas jazdy luzem). Błędy konstrukcyjne np. ścielenie się i przenikanie do kabiny spalin. Opinia COBiRTK była jednoznaczna: Lokomotywa nie odpowiada swoimi właściwościami potrzebom PKP i wymaga rekonstrukcji. Dodatkowo wówczas wprowadzono do eksploatacji znacznie lepszą, jakkolwiek o 20% droższą lokomotywę SM42.

### Eksploatacja w przemyśle
Do 1966 zaledwie 5 lokomotyw zostało przekazanych zakładom przemysłowym z czego 3 do Mazowieckich Zakładów Rafineryjnych i Petrochemicznych w Płocku (w 1964 w budowie), a 2 do Kombinatu Cementowo-Wapienniczego „Nowiny” (wówczas w budowie) w Sitkówce. Natomiast od sierpnia 1966 wszystkie zostały przekazane zakładom przemysłowym. Dodatkowo PKP sprzedało wszystkie, oprócz dwóch, różnym zakładom przemysłowym, głównie w województwach katowickim i krakowskim. Specyfikacja lokomotyw SM15 znacznie bardziej nadawała się do obsługi bocznic, gdyż lokomotywa ta miała dwa tryby pracy, albo mający niską prędkość, ale znaczną moc albo mający wysoką prędkość, ale nadający się tylko do jazdy luzem, które można przełączyć jedynie podczas postoju.

## Konstrukcja
Lokomotywy SM15 wyposażane były w szybkoobrotowy silnik produkcji radzieckiej o mocy 750 KM z przekładnią hydromechaniczną (kilka pojazdów wyposażono także w polski silnik V12CD19 o mocy 800 KM). W toku produkcji wprowadzono także na potrzeby przemysłu zmodyfikowaną wersję Ls750Hu z przekładnią hydrauliczną. Wadą tych lokomotyw, która spowodowała ich szybkie wycofanie, była wysoka awaryjność zastosowanych zespołów napędowych i przekładni. Po uruchomieniu produkcji spalinowozu SM42 produkcja tych lokomotyw została wstrzymana.

## Eksploatacja
Pierwsze lokomotywy wyprodukowane w 1963 (SM15-01 i SM15-02) sprowadzone zostały dla PKP bezpośrednio z ZSRR. Kolejne 25 sztuk zostało wyprodukowanych dla PKP w zakładach Fablok. Lokomotywy te stacjonowały w Krakowie Płaszowie, a ostatecznie wycofano je na przełomie lat 60. i 70. XX wieku. Część przekazana została dla potrzeb kolei przemysłowych:
- SM15-01 – ZTKiGK Zabrze
- SM15-02 – Zjednoczenie PRK
- SM15-03 – Zjednoczenie PRK
- SM15-04 – Zakłady płyt pilśniowych Krosno
- SM15-05 – Centrala Produktów Naftowych
- SM15-06 – Gliwice Port
- SM15-07 – kasacja lokomotywownia MD Kraków Płaszów
- SM15-08 – Zakłady nawozów fosforowych Gdańsk
- SM15-09 – Huta Ostrowiec
- SM15-10 – KWK Śląsk
- SM15-11 – Zjednoczenie PRK
- SM15-12 – Wytwórnia podkładów Suwałki
- SM15-13 – KWK Halemba
- SM15-14 – Fabryka Opakowań Brzesko (dzisiejszy CAN-PACK)
- SM15-15 – Zjednoczenie PRK
- SM15-16 – Huta Ostrowiec Świętokrzyski
- SM15-18 – Zakład górniczy Lublin
- SM15-19 – Zjednoczenie PRK
- SM15-20 – WSK Rzeszów
- SM15-21 – kasacja lokomotywownia MD Kraków Płaszów
- SM15-23 – KGHM Polska Miedź
- SM15-24 – Zakład górniczy Lublin
- SM15-25 – WSK Rzeszów
- SM15-26 – KWK Halemba
- SM15-27 – Kamieniołom Kielce

## Zachowane egzemplarze
Obecnie zachowano 2 egzemplarze:
- SM15-17 w Muzeum Kolejnictwa w Warszawie
- SM15-22 jako pomnik przed Technikum Kolejowym w Tarnowskich Górach (z 1965; wycofany z PKP w 1970)